# 英華美教育
英華美教育有限公司，簡稱英華美教育（英語：Informatics Education Limited，SGX：I03），由Dato' Robin Tan Yeong Ching（主席）、Wong Wee Woon（總裁）管理，在1983年由多名專業人士創立，前身為「英華美控股有限公司」。
主要業務是提供高等教育和企业培训，而總部位於45 Middle Road Singapore 188954，而股份在1993年5月3日於新加坡交易所創業板（凱利板前身）上市，其後在1995年10月25日轉在主板上市。

## 連結
- InformaticsEducation.com